# 西洋菜街

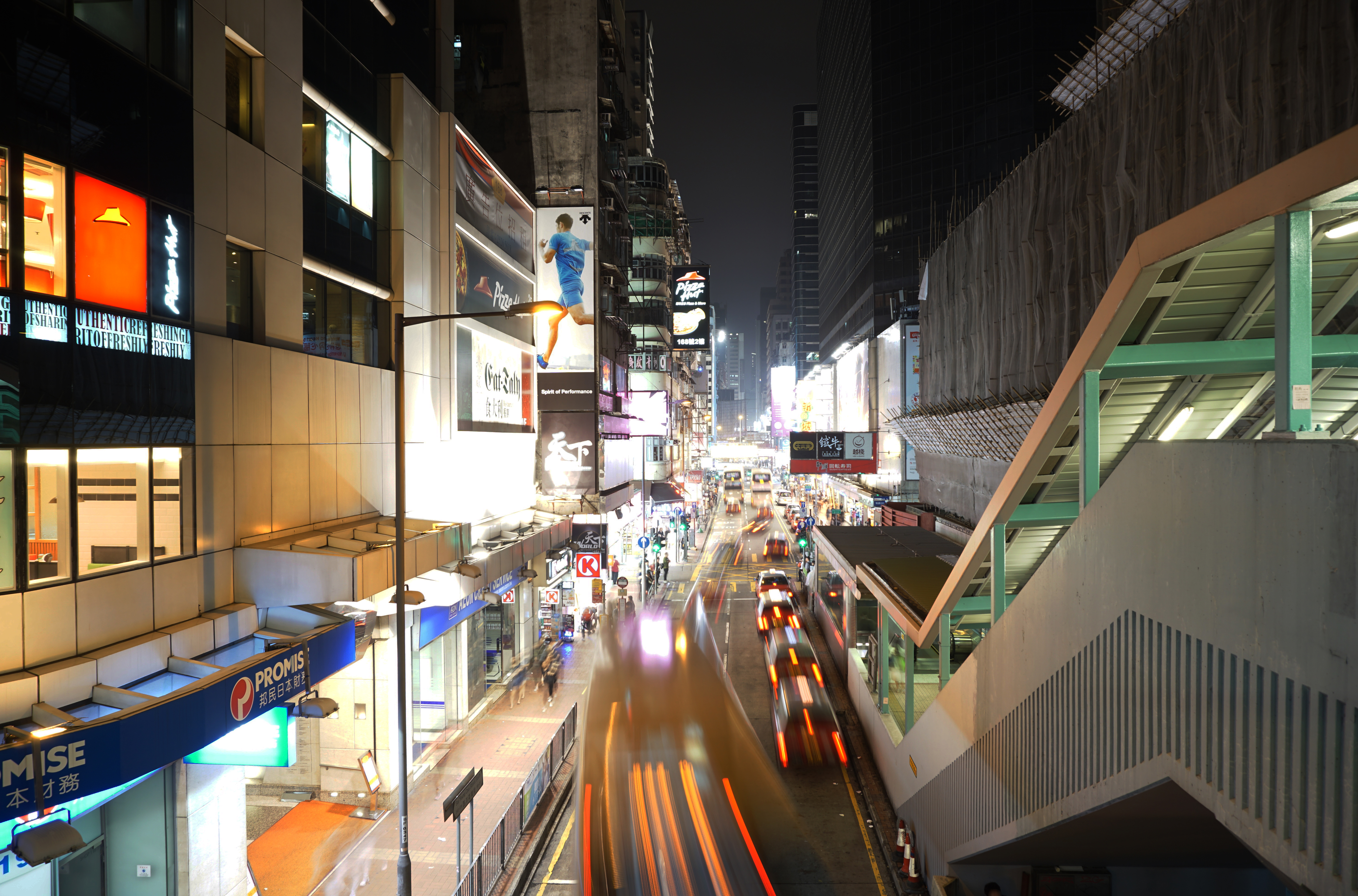
西洋菜南街近旺角中心，右方的前工業貿易署大樓正在改建為銀座式商廈

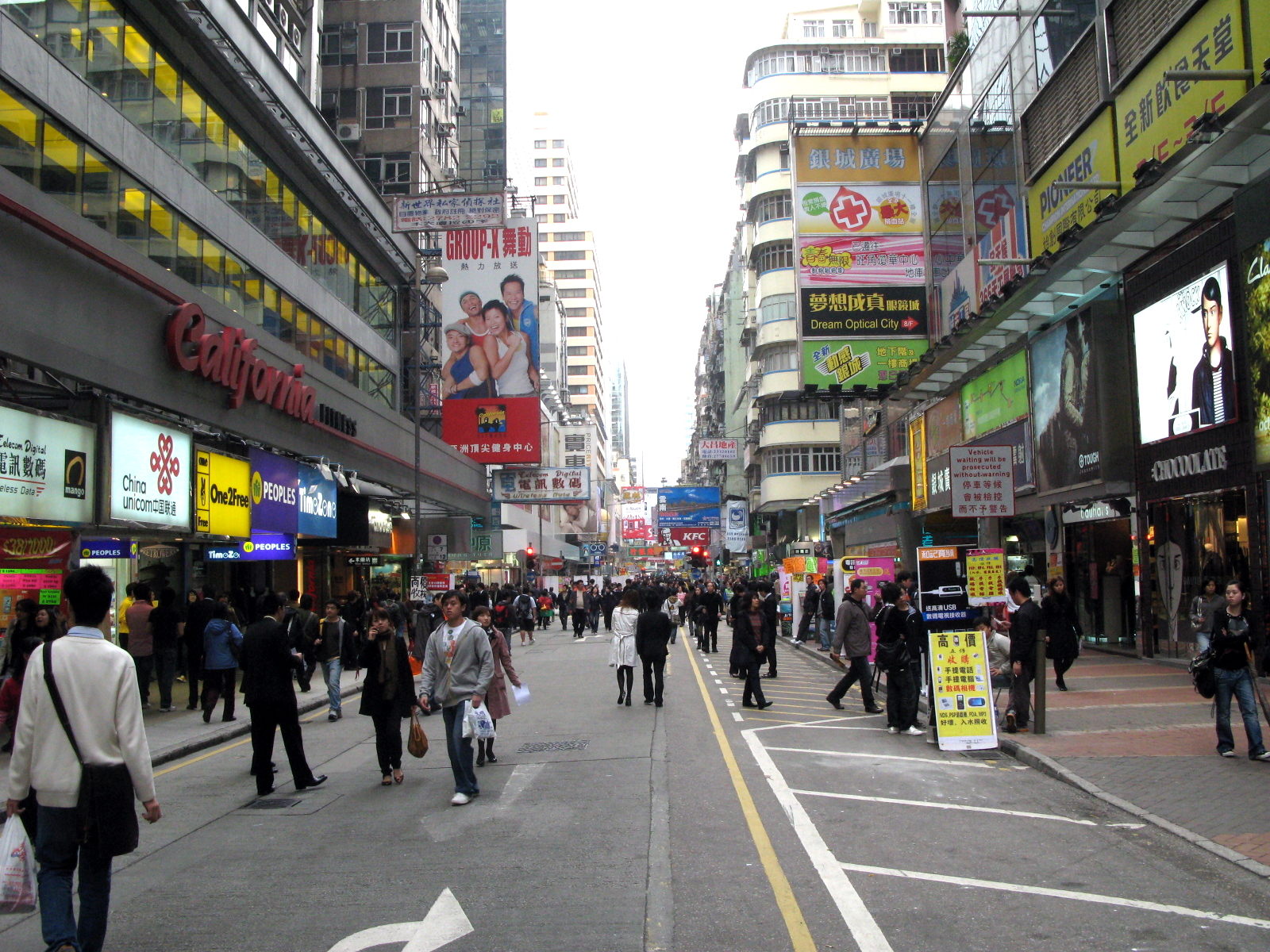
西洋菜南街鄰近山東街路段

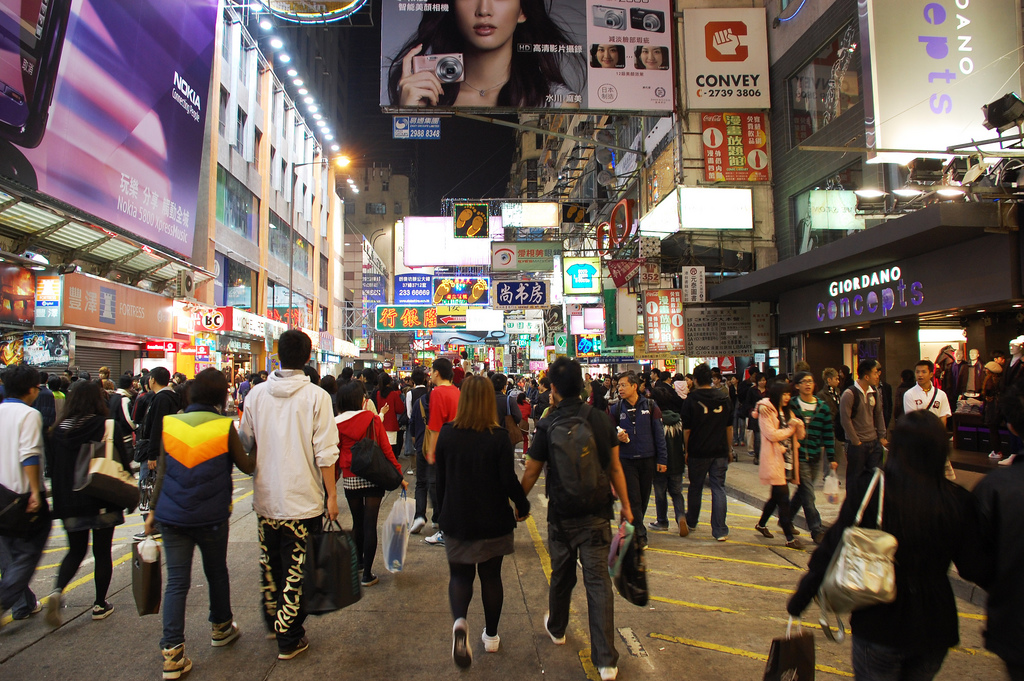
西洋菜南街夜景

西洋菜街（英語：Sai Yeung Choi Street，坊間常簡稱為菜街）是香港九龍油尖旺區的一條著名街道，位於彌敦道及長沙灣道以東，通菜街（女人街）以西；南至登打士街開始，北至石硤尾聖方濟各天主堂及小學。

## 歷史

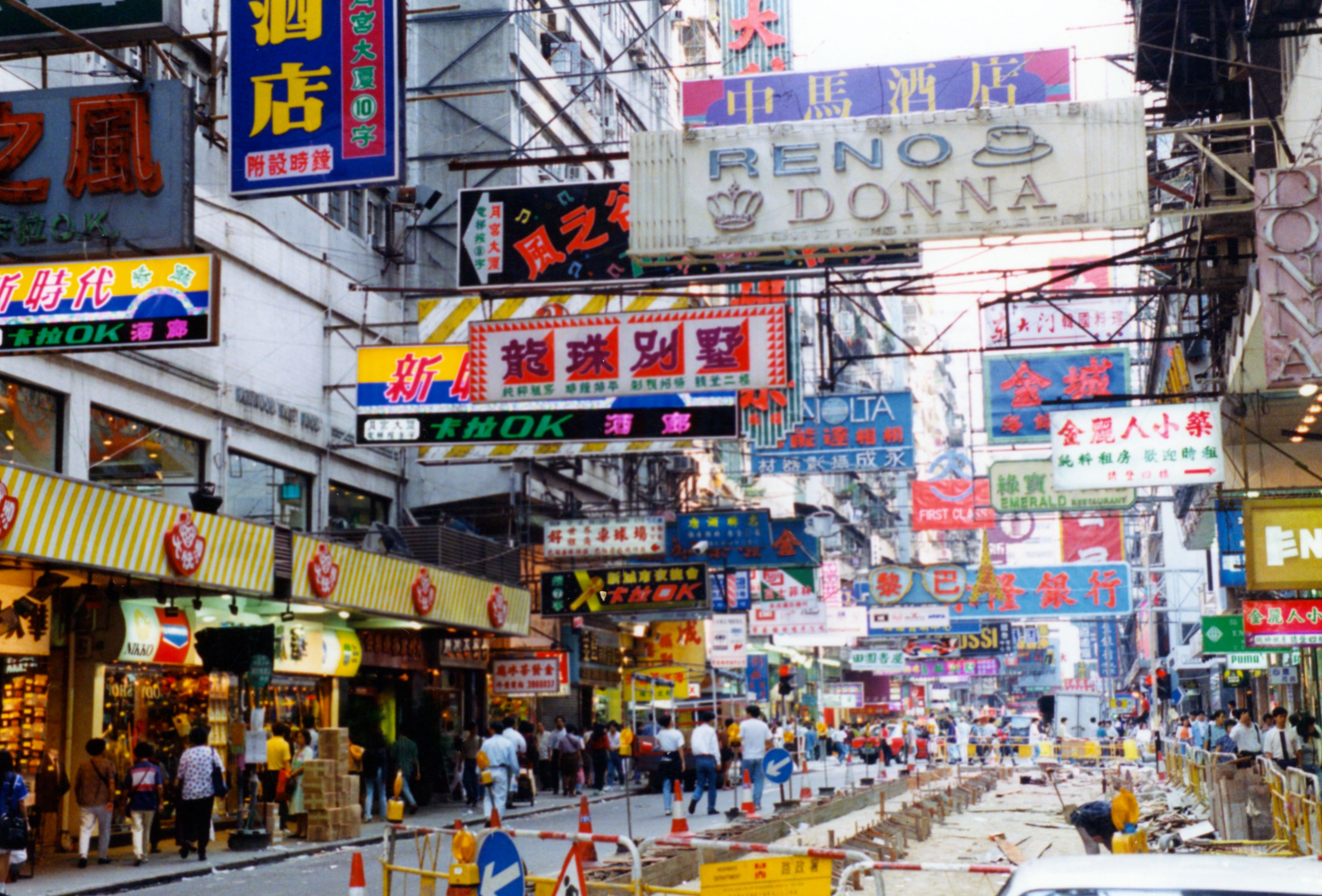
1993年的西洋菜南街

1924年，位於旺角的芒角村拓展道路。由於這條道路的位置，本來是種植西洋菜的田地，所以就被命名為西洋菜街。隨著旺角的發展，菜田早已消失，變成以商業及住宅大廈為主。約在1980年代，西洋菜街一分為二，以太子站附近的旺角警署為界。
旺角警署南面為西洋菜南街，連接太子和旺角，以商業和商住樓宇為主，是香港著名的購物區之一。2000年代起以電器店為主。
旺角警署北面為西洋菜北街，連接太子和石硤尾，以住宅和商住樓宇為主，環境較靜。西洋菜北街再被分為兩段，互不相連，被白楊街至西洋菜里的一段大埔道所分隔。
1980年代起，亞皆老街以南的一段西洋菜街，陸續開設了不少電器店。到了現在，這條街道已成了旺角主要的電子產品銷售地點，遍佈百老匯攝影器材、豐澤電器、蘇寧鐳射、衛訊電訊等連鎖店。此外，地面舖位亦有不少化妝品店、電話服務公司、街邊小吃店，而樓上書店更是這條街道的特色，提供「打書釘」的地方。到2022年8月中，位於友誠商業中心開業達30年的THE BODY SHOP因配合大廈的翻新工程而結業，代表以往為不少市民相約逛街的聚腳地成為歷史。

## 過去的行人專用區

### 成為旺角行人專用區
為了改善行人流通、安全及整區的步行環境，運輸署諮詢油尖旺區議會後，自2000年8月起分階段實施旺角行人專用區計劃，以紓緩該處的空氣污染及改善人車爭路的情況，以及將彌敦道的人流分流到西洋菜南街去；該段西洋菜南街於同年12月起被劃為時限行人專用區，車輛逢星期一至六（公眾假期除外）的下午四時至午夜十二時期間不准進入西洋菜南街介乎奶路臣街與豉油街之間的路段，在星期日及公眾假期期間中午十二時至午夜十二時，車輛一律禁止進入通菜街介乎亞皆老街與登打士街之間的路段（不包括通菜街與山東街交界）、西洋菜南街介乎亞皆老街與登打士街之間的路段（不包括西洋菜南街與山東街交界）、奶路臣街介乎花園街與西洋菜南街之間的路段；及豉油街介乎花園街與西洋菜南街之間的路段。西洋菜南街成為旺角一個重要的遊人熱點。旺角行人專用區的設立吸引致該處於入夜後人流非常多，不少市民在此街頭表演，吸引大批途人和遊客駐足圍觀，並孕育不少表演或藝術團體，如中年好聲音I五強龍婷、綽號旺角羅文的梁志源與2010年出道的C AllStar；街道兩邊亦共放滿了4行廣告宣傳的易拉架，大多由附近商場及商業大廈的商舖擺放。

### 縮減行人專用區時間
到2000年代末期及2010年代初期，旺角行人專用區亦成為不少政黨及政治組織的宣傳根據地，包括在該處舉行座談會。旺角行人專用區之設立除了達至原先效益外，亦為附近居民帶來嚴重噪音污染，而且易拉架阻礙街道等問題亦難以解決。有見及此，運輸署於2012年7月3日建議將旺角行人專用區時段縮減一小時；民政事務處於2013年9月至10月以問卷諮詢了位於旺角行人專用區周邊的商戶、住戶及業主立案法團等，共接獲120份回覆，涉及逾1,800名住戶；當中86%不滿意旺角行人專用區的現況，近80%支持縮減開放日數，大部分贊成只開放周六、日及公眾假期。此外，民政事務處亦委託香港樹仁大學於同時段在旺角行人專用區街頭訪問了600名途人，54%滿意旺角行人專用區情況，40%人同意縮減開放日數，62%表示可以維持現狀。
2013年11月21日，油尖旺區議會交通運輸委員會討論上述調查結果，多名區議員指出近年在旺角行人專用區愈來愈多非法擺賣、雜耍及樂隊表演的「無政府狀態」，附近居民長期備受噪音滋擾甚至患上抑鬱症，救護車輛亦因為旺角行人專用區區內道路太擠塞而難及時駛入救人。最終，交通運輸委員會表決以24票支持、1票棄權，無人反對下壓倒性大比數通過縮減旺角行人專用區的開放時間的動議，從當前的每週7日縮減至星期六、日及公眾假期，措施於2014年1月20日起實施。有附近受嘈音影響的居民歡迎這建議，但也有市民擔心縮減開放時間將令街頭表演者失去表演場地，影響街頭表演文化發展及失去香港特色。

### 聲浪令附近商戶飽受困擾 新人表演遇盤問
自2012年至13年起，行人專用區已成為「唱歌叔叔」和「大媽檔」表演唱粵曲及70-80年代流行曲的舞台，儼如「平民夜總會」，但其巨大聲浪令附近商戶飽受困擾。特別是2014年起行人專用區由7日減至2日後，不少人為爭相在周末演出，逢周末凌晨會出現中年男人霸位的情況，而新人表演卻會有內地口音的女人和本地中年男人驅趕。
其中化妝品店Laneige在2017年10月於店外架起隔音屏，惟遭屋宇署以僭建物，並沒有根據《建築物條例》規定，事先獲得署方批准及同意而搭建為由，要求拆除。Laneige發聲明指公司前線員工過往多次反映每逢周末需長時間在大聲浪環境下工作，引致聲帶受損及喉嚨不適，將「無奈地配合」。
區議員仇振輝認為需要推動街頭藝術，但政府同時有責任設發牌制度，並規定表演人士不能用高分貝的音響。

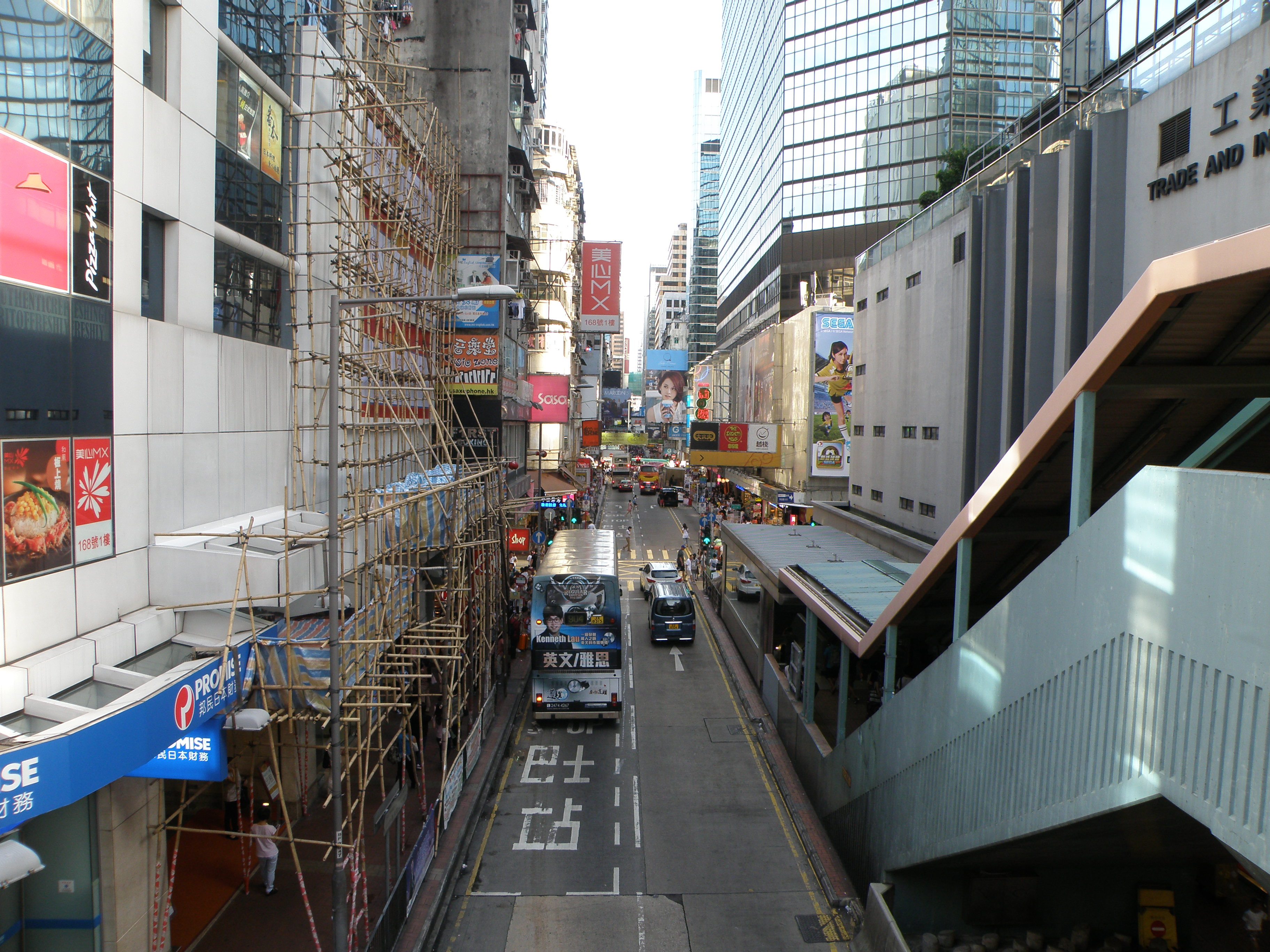
從旺角道向南俯瞰西洋菜南街 (2014年)
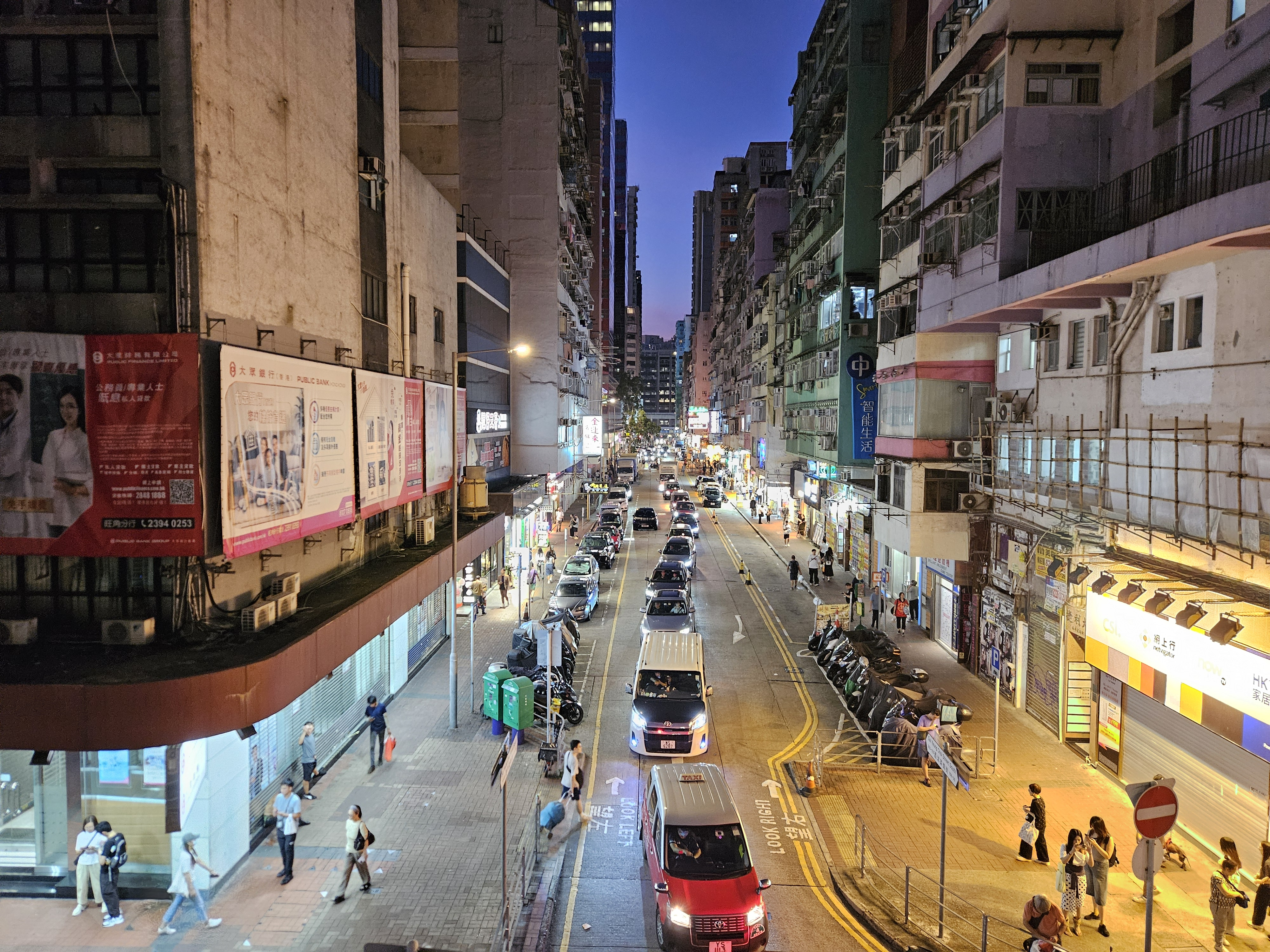
從旺角道向北俯瞰西洋菜南街
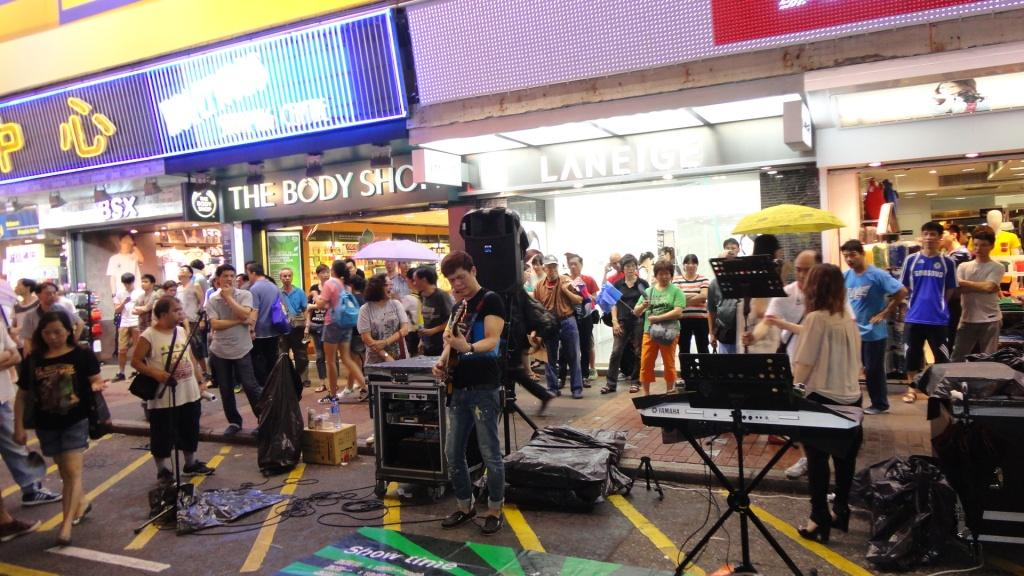
旺角行人專用區晚上有樂隊表演
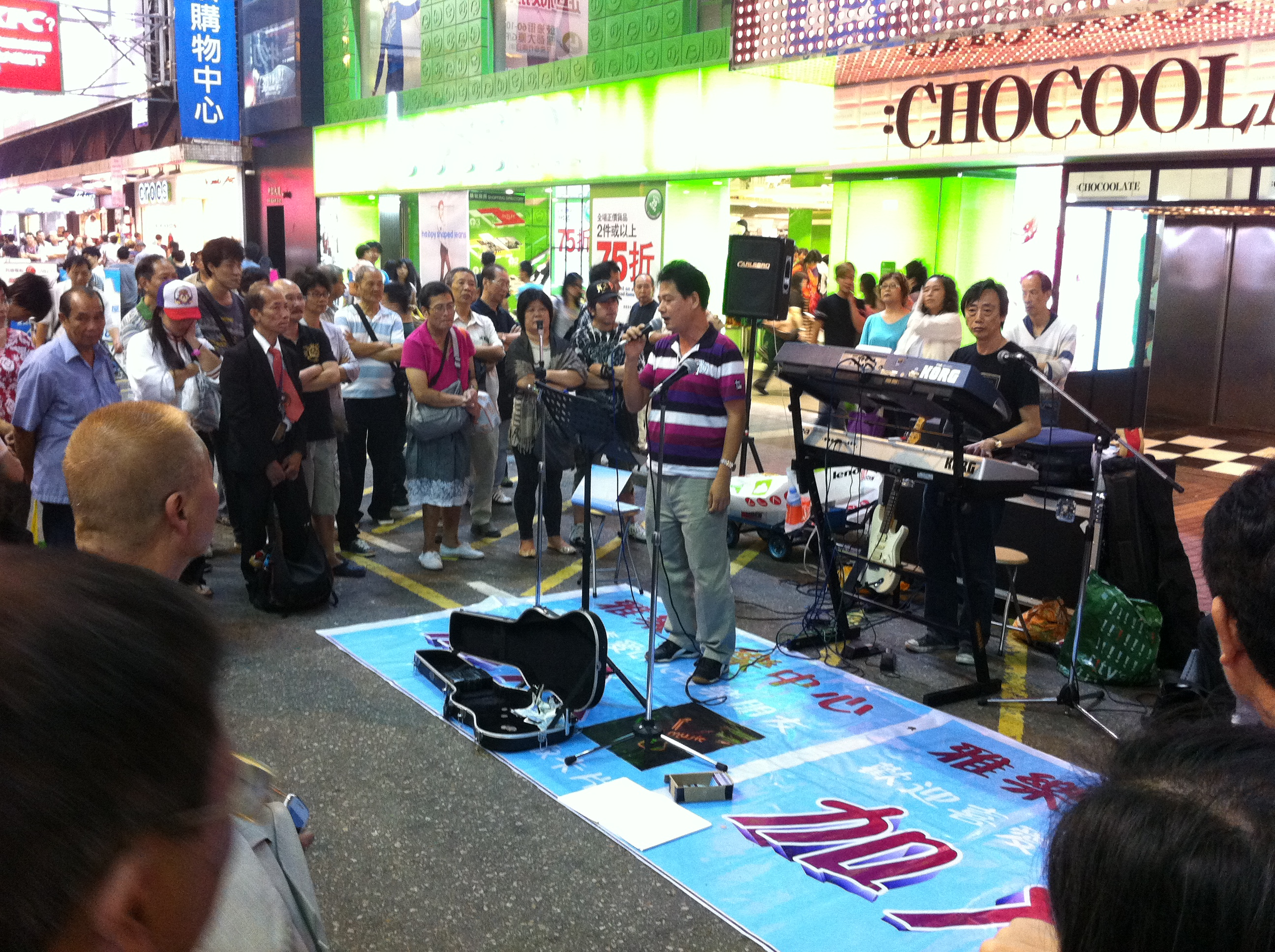
旺角行人專用區晚上的歌唱者
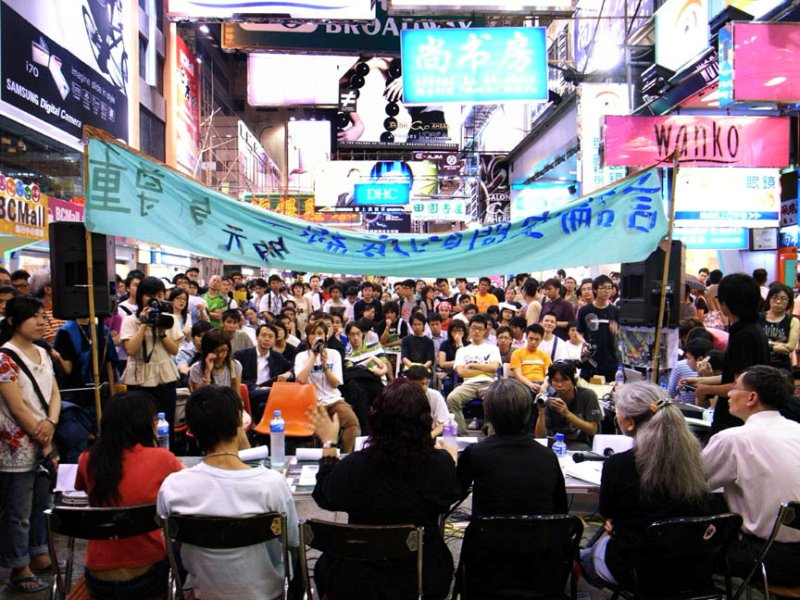
社區論壇

### 撤銷行人專用區

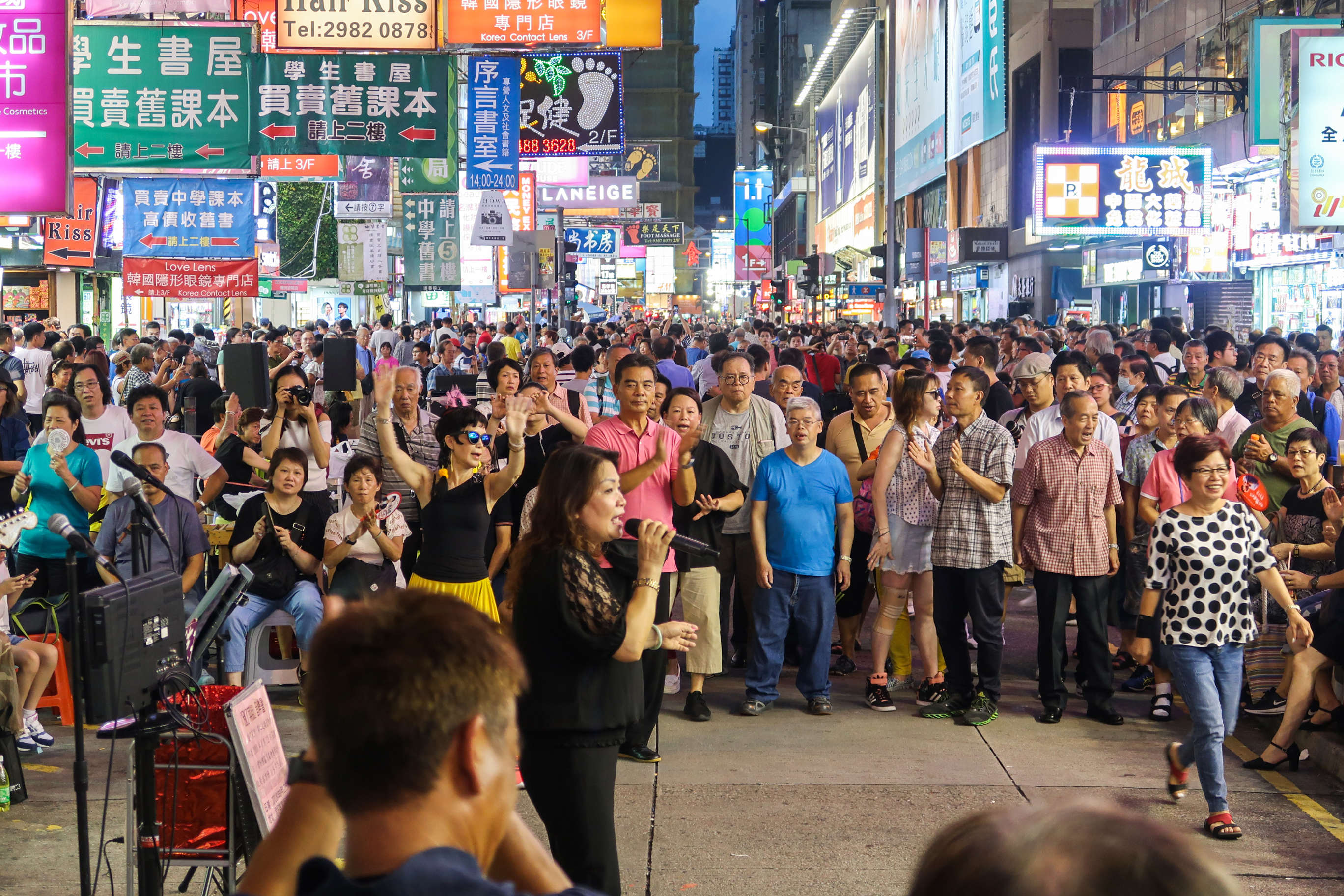
行人專用區在7月29日是最後一天運作，吸引不少市民圍觀和拍照留念

2018年5月24日，油尖旺區議會討論由經民聯議員提出的取消旺角行人專用區動議，結果以15票贊成、1票反對、1票棄權，獲大比數通過。亦有不少當地的表演者表示，問題主要是出於近年才出現在行人專用區的大媽。
運輸署建議2018年8月4日落實終止旺角西洋菜南街行人專用區，稍後會移除相關交通標誌及調校交通燈。該署向油尖旺區議會提交文件稱，署方根據既定程序，透過民政事務處進行地區諮詢，期間發信予有關街道大廈法團、業委會、管理處或個別住戶、商戶、油尖旺區議會當區議員，以及油尖旺北分區委員會主席等，收到154份回覆，當中約97%表示支持終止旺角西洋菜南街行人專用區的建議。「大媽」歌手得悉「殺街」後決定改在尖沙咀碼頭表演。表演者批評政府未有正視問題，應考慮發牌規管。
行人專用區在7月28-29日是最後一個周末運作。在西洋菜南街起家的樂團C AllStar成員梁釗峰認為現時該處表演者「鬥大聲」和有「地下秩序」的感覺令他不想再重臨此地。

## 鄰近
- 家樂坊（星巴克特色店及AEON STYLE）
- 潮流特區
- 兆萬中心
- 銀城廣場
- 旺角廣場
- 荷李活商業中心
- 好望角大廈
- 銀行中心廣場
- 招商永隆銀行中心
- 惠豐中心
- 旺角中心
- 彌敦道700號、TOP This is our place
- 中華基督教會望覺堂基督教大樓
- 始創中心
- 聯合廣場
- 別樹一居
- 晉嶺